# Tephrosia pearsonii
Tephrosia pearsonii är en ärtväxtart som beskrevs av Baker f.. Tephrosia pearsonii ingår i släktet Tephrosia och familjen ärtväxter. Inga underarter finns listade i Catalogue of Life.